# Рассоха (приток Средней Маганаковой)
Рассоха — река в России, протекает по Новокузнецкому району Кемеровской области.
Устье реки находится в 21 км по правому берегу реки Средняя Маганакова. Длина реки составляет 17 км.
Основные притоки (от истока к устью): Медвежий (пр), Хариузовка (пр), Рыбный (л), Безымянный (пр), Маралий (пр), Олений (пр), Правая Рассоха (пр).

## Данные водного реестра
По данным государственного водного реестра России относится к Верхнеобскому бассейновому округу, водохозяйственный участок реки — Томь от города Новокузнецк до города Кемерово, речной подбассейн реки — Томь. Речной бассейн реки — (Верхняя) Обь до впадения Иртыша.